# Naticarius pumilus
Naticarius pumilus is een slakkensoort uit de familie van de Naticidae. De wetenschappelijke naam van de soort is voor het eerst geldig gepubliceerd in 1997 door Kubo.